# Songino
Songino (ryska: Сонгино, mongoliska: Сонгино Сум) är ett distrikt i Mongoliet.   Det ligger i provinsen Dzavchan, i den västra delen av landet, 800 km väster om huvudstaden Ulan Bator.